# Diego Biseswar
Diego Sander Biseswar (Amsterdam, 8 de março de 1988) é um ex-futebolista surinamês, que atuava como meio-campista.

## Carreira

### Feyernoord
Biseswar começou jogando profissionalmente na temporada 2004/05, revelado pelo clube de Rotterdam, mas fez apenas 1 jogo em sua temporada de estréia. Em seu segundo ano na Eredivisie, manteve uma regularidade maior, com 6 partidas e 1 gol anotado. 

### Heracles
Na temporada 2006/07 é emprestado do Heracles Almelo, onde finalmente consegue ter mais jogos como titular, fazendo 26 partidas e 2 gols. O Feyenoord repatriou o jogador para a temporada 2007.

### PAOK
Em 2016, se transferiu para o PAOK, de Tessalônica.

## Estatísticas
| Temporada | clube     | País    | Liga       | Partidas | Gols |
| --------- | --------- | ------- | ---------- | -------- | ---- |
| 2004/05   | Feyenoord | Holanda | Eredivisie | 1        | 0    |
| 2005/06   | Feyenoord | Holanda | Eredivisie | 6        | 1    |
| 2006/07   | Heracles  | Holanda | Eredivisie | 26       | 2    |
| 2007/08   | Feyenoord | Holanda | Eredivisie |          | 0    |
| Total     |           |         |            | 33       | 3    |

## Títulos
PAOK
- Copa da Grécia: 2016–17, 2017–18